# Persone di nome Loris
| Questa pagina contiene informazioni ricavate automaticamente dalle voci biografiche con l'ausilio del template Bio e di un bot. L'aggiornamento è periodico e automatico e ricostruisce completamente la pagina. Se manca una persona in questa lista, sei pregato di non aggiungerla, ma accertati piuttosto che la sua voce biografica contenga il template Bio e che i dati anagrafici siano correttamente compilati. Se il template Bio manca, inseriscilo tu stesso o, in alternativa, metti l'avviso {{tmp\|Bio}} che ne segnala la mancanza. Se i dati riportati sono sbagliati, correggi direttamente la voce biografica; le modifiche saranno visibili in questa lista entro pochi giorni. Per chiarimenti vedi il progetto antroponimi. La lista contiene solo le 72 persone che sono citate nell'enciclopedia e per le quali è stato implementato correttamente il template Bio. Pagina aggiornata al 22 lug 2025. |

Questa è una lista di persone presenti nell'enciclopedia che hanno il nome Loris, suddivise per attività principale.

## Allenatori di calcio(3)
- Loris Boni, allenatore di calcio e ex calciatore italiano (Remedello, n. 1953)
- Loris Del Nevo, allenatore di calcio e ex calciatore italiano (Torino, n. 1975)
- Loris Mora, allenatore di calcio e calciatore italiano (Montebelluna, n. 1932 - Vicenza, † 2009)

## Allenatori di sci alpino(1)
- Loris Donei, allenatore di sci alpino e ex sciatore alpino italiano (n. 1961)

## Arbitri di calcio(1)
- Loris Stafoggia, arbitro di calcio e dirigente sportivo italiano (Urbino, n. 1955 - Foligno, † 2010)

## Artisti(1)
- Loris Cecchini, artista italiano (Milano, n. 1969)

## Attori(4)
- Loris Bazzocchi, attore italiano (Ravenna, n. 1931)
- Loris Gizzi, attore italiano (Roma, n. 1899 - Roma, † 1986)
- Loris Loddi, attore e doppiatore italiano (Roma, n. 1957)
- Loris Zanchi, attore italiano (Artena, n. 1916 - Roma, † 1989)

## Aviatori(3)
- Loris Baldi, aviatore e militare italiano (Quarrata, n. 1919 - Quarrata, † 2015)
- Loris Bulgarelli, aviatore e militare italiano (Cento, n. 1909 - Tobruch, † 1940)
- Loris Nannini, aviatore italiano (Pistoia, n. 1916 - Milano, † 1994)

## Calciatori(16)
- Loris Arnaud, calciatore francese (Saint-Germain-en-Laye, n. 1987)
- Loris Benito, calciatore svizzero (Aarau, n. 1992)
- Loris Borgioli, calciatore e allenatore di calcio italiano (Domodossola, n. 1913 - Empoli, † 1993)
- Loris Brogno, calciatore belga (Charleroi, n. 1992)
- Loris Damonte, calciatore italiano (Savona, n. 1990)
- Loris Desti, calciatore italiano (Crema, n. 1900)
- Loris Dominissini, calciatore e allenatore di calcio italiano (Udine, n. 1961 - San Vito al Tagliamento, † 2021)
- Loris Karius, calciatore tedesco (Biberach an der Riß, n. 1993)
- Loris Lonardi, calciatore italiano (Bussolengo, n. 1932 - † 2019)
- Loris Mignatti, calciatore italiano (Bologna, n. 1924)
- Loris Néry, ex calciatore francese (Saint-Étienne, n. 1991)
- Loris Onida, calciatore italiano (Pola, n. 1924 - La Maddalena, † 2003)
- Loris Pradella, ex calciatore italiano (Sacile, n. 1960)
- Loris Reina, ex calciatore francese (Marsiglia, n. 1980)
- Loris Zanotti, ex calciatore sammarinese (n. 1962)
- Loris Zonta, calciatore italiano (Bassano del Grappa, n. 1997)

## Cardinali(1)
- Loris Francesco Capovilla, cardinale e arcivescovo cattolico italiano (Pontelongo, n. 1915 - Bergamo, † 2016)

## Cestisti(2)
- Loris Barbiero, ex cestista e allenatore di pallacanestro italiano (Venezia, n. 1965)
- Loris Benelli, ex cestista italiano (Piangipane, n. 1953)

## Disc jockey(1)
- DJ Gengis, disc jockey e beatmaker italiano (Roma, n. 1982)

## Farmacologi(1)
- Loris J. Bononi, farmacologo, scrittore e poeta italiano (Fivizzano, n. 1929 - Carrara, † 2012)

## Fondisti(1)
- Loris Frasnelli, fondista italiano (Trento, n. 1979)

## Ginnasti(1)
- Loris Frasca, ginnasta francese (Forbach, n. 1995)

## Giocatori di football americano(1)
- Loris Lenzlinger, giocatore di football americano svizzero (n. 2005)

## Giornalisti(3)
- Loris Campetti, giornalista italiano (Macerata, n. 1948)
- Loris Ciullini, giornalista italiano (Firenze, n. 1924 - † 2008)
- Loris Mazzetti, giornalista, regista televisivo e saggista italiano (Bologna, n. 1954)

## Judoka(1)
- Loris Mularoni, ex judoka sammarinese (n. 1976)

## Magistrati(1)
- Loris D'Ambrosio, magistrato e funzionario italiano (Isola del Liri, n. 1947 - Roma, † 2012)

## Maratoneti(1)
- Loris Pimazzoni, maratoneta italiano (n. 1956 - Verona, † 2019)

## Medici(2)
- Loris Annibaldi, medico e militare italiano (Offida, n. 1912 - Ersekë, † 1940)
- Loris Premuda, medico italiano (Montona, n. 1917 - Trieste, † 2012)

## Militari(1)
- Loris Pivetti, militare e aviatore italiano (Cento, n. 1908 - Bengasi, † 1941)

## Nuotatori(2)
- Loris Bianchi, nuotatore sammarinese (Urbino, n. 2001)
- Loris Facci, ex nuotatore italiano (Torino, n. 1983)

## Pallavolisti(1)
- Loris Manià, ex pallavolista italiano (Gorizia, n. 1979)

## Partigiani(1)
- Loris Giorgi, partigiano italiano (Carrara, n. 1924 - Codena, † 1944)

## Pattinatori di velocità su ghiaccio(1)
- Loris Vellar, ex pattinatore di velocità su ghiaccio italiano (Roana, n. 1950)

## Pedagogisti(1)
- Loris Malaguzzi, pedagogista e insegnante italiano (Correggio, n. 1920 - Reggio Emilia, † 1994)

## Percussionisti(1)
- Loris Lombardo, percussionista e compositore italiano (Savona, n. 1985)

## Piloti automobilistici(2)
- Loris Bicocchi, pilota automobilistico italiano (Sant'Agata Bolognese, n. 1958)
- Loris Kessel, pilota automobilistico svizzero (Lugano, n. 1950 - Montagnola, † 2010)

## Piloti di rally(1)
- Loris Roggia, copilota di rally italiano (Pianezze, n. 1953 - Castrignano del Capo, † 2003)

## Piloti motociclistici(4)
- Loris Baz, pilota motociclistico francese (Sallanches, n. 1993)
- Loris Capirossi, pilota motociclistico italiano (Castel San Pietro Terme, n. 1973)
- Loris Cresson, pilota motociclistico belga (Braine-l'Alleud, n. 1998)
- Loris Reggiani, pilota motociclistico italiano (Forlì, n. 1959)

## Pistard(1)
- Loris Campana, pistard italiano (Marcaria, n. 1926 - Mantova, † 2015)

## Pittori(1)
- Loris Pasquali, pittore italiano (Pistoia, n. 1880 - Udine, † 1936)

## Politici(5)
- Loris Biagioni, politico italiano (Piazza al Serchio, n. 1916 - Castelnuovo di Garfagnana, † 1998)
- Loris Fortuna, politico e partigiano italiano (Breno, n. 1924 - Roma, † 1985)
- Loris Francini, politico sammarinese (n. 1962)
- Loris Giuseppe Maconi, politico italiano (Carate Brianza, n. 1951)
- Loris Scricciolo, politico italiano (Milano, n. 1923 - Chiusi Scalo, † 2004)

## Poliziotti(1)
- Loris Giazzon, poliziotto italiano (Caldogno, n. 1964 - Creazzo, † 1993)

## Pugili(1)
- Loris Stecca, ex pugile italiano (Santarcangelo di Romagna, n. 1960)

## Sciatori alpini(1)
- Loris Werner, ex sciatore alpino, saltatore con gli sci e fondista statunitense (Steamboat Springs, n. 1940)

## Stilisti(1)
- Loris Azzaro, stilista italiano (Tunisi, n. 1933 - Parigi, † 2003)

## Senza attività specificata(1)
- Loris Tonino Paroli, ex brigatista italiano (Casina, n. 1944)